# Svend Johansen
Svend Johansen, född 10 september 1890 i Gentofte, död där 6 oktober 1970, var en dansk målare.
Svend Johansen började som stafflimålare, efter studier på Teknisk Skole och Kunstakademiet, i en mot burlesk-makaber, färgrik fantasieffekt tenderande moderniststil. Påverkan av norrmannen Per Krohg och i mindre grad av Isaac Grünewald kunde tydligt spåras då Johansen på Kunstnernes Efteraars-udstilling 1917 visade målingar som den marionettspelsaktiga parodin Kriget och den fauvistiskt färgflödande Rasputins mördare med gemål i en teaterloge. Johansen bildade 1921 tillsammans med Axel Salto, Vilhelm Lundstrøm och Karl Larsen gruppen De fire efter att ha lämnat de mest uppsluppna och kapriciösa bidragen till den av Salto startade konsttidskriften Klingen (1917–1920). Johansen blev 1933 medlem av Kunstnersammenslutningen Grønningen. Den barocka linjen fortsattes efter 1920 huvudsakligen i Johansens dekorations- och kostymskisser för teater. Samtidigt fick hans stafflimåleri på 1920-talet, då han ofta vistades i Paris, en mera normal, verklighetsbetonad hållning, följande utvecklingen hos Isaac Grünewald och delvis Henri Matisse. Den deformerade "dysmorfism" som en tid avfördes från Johansens stafflimåleri, återkom omkring 1930, särskilt i en rad kostymskisser med äventyrligt utsvävande lemmar men även till exempel i ridån för Nørrebro Teater. Vissa av Johansens tecknade teaterfigurer tycks karikera rytmen i Matisses bronsstatyett La serpentine. Under påverkan från surrealistiska former blir figurstilen ibland rent grotesk, såsom i dekorationen "Kämpande vikingar" för Viking Bar, Hotel Mayfair i London (1935). Johansen skapade dock även mer återhållna dekorationer till revy, balett, operett, opera och fantastisk komedi. Här finns även ett stramare, delvis kubistiskt element, bland annat i en scenbild för Odenseuppförandet av Kjeld Abells Melodien, der blev væk. Ett lysande uppbåd av hög kolorit och lekfull humor utgjorde Johansens krokan- och karamellfantaiser i Riisager-Abell-baletten Slaraffenland, framförd på Det Konglige Teater 1942.